# Romiguières
Romiguières är en kommun i departementet Hérault i regionen Occitanien i södra Frankrike. Kommunen ligger i kantonen Lunas som tillhör arrondissementet Lodève. År 2022 hade Romiguières 23 invånare.

## Befolkningsutveckling
Antalet invånare i kommunen Romiguières
Referens:INSEE